# Blueridgeïta
La blueridgeïta és un mineral de la classe dels sulfats. Rep el nom de les muntanyes Blue Ridge, als Estats Units, on es troba la seva localitat tipus.

## Característiques
La blueridgeïta és un sulfat de fórmula química [Pb₈Zn₃Cu²⁺(OH)₁₆](SO₄)₂(S₂O₃)₂·2H₂O. Va ser aprovada com a espècie vàlida per l'Associació Mineralògica Internacional en el mes de febrer de l'any 2025, i encara resta pendent de publicació. Cristal·litza en el sistema monoclínic. És una espècie estructural i químicament relacionada amb la cherokeeïta i la cuprocherokeeïta.
Les mostres que van servir per a determinar l'espècie, el que es coneix com a material tipus, es troben conservades a les col·leccions mineralògiques del Museu d'Història Natural del Comtat de Los Angeles, a Los Angeles (Califòrnia) amb els números de catàleg: 76450, 76451 i 76452.

## Formació i jaciments
Va ser descoberta a la mina Redmond, situada a Waterville Lake, dins el comtat de Haywood (Carolina del Nord, Estats Units). Aquest indret és l'únic de tot el planeta on ha estat descrita aquesta espècie mineral.